# Poses, Eure

Poses este o comună în departamentul Eure, Franța. În 1 ianuarie 2022 avea o populație de 1.118 de locuitori.